# Alexandre de La Patellière
Alexandre de La Patellière (24 de juny del 1971) és un director, guionista, dramaturg, director i productor francès. És fill del director i productor francès Denys de La Patellière.
Va iniciar la seva trajectòria cinematogràfica com a assistent de realització, per continuar posteriorment realitzant tasques de revisió de guió, abans de convertir-se en director de desenvolupament dels llargmetratges de RF2K, després de Dominique Farrugia i, finalment, d'Olivier Granier, entre els anys 1995 i 2001.
Es va unir a Method Films & Onyx Films, societat productora d'Aton Soumache, per treballar amb Matthieu Delaporte en la concepció del guió de Renaissance, de Christian Volckman, estrenada el març del 2006 i pre-seleccionada per als Premis Oscar, guanyadora del Festival internacional de cinema d'animació d'Annecy 2006 i guanyadora del Festival internacional de cinema fantàstic de Porto. D'aquesta col·laboració naixent en van sorgir nombrosos projectes, tant en serials televisius com en pel·lícules. Van escriure les sèries Skyland, Mikido i Jet Groove. En el món del cinema, van escriure o co-escriure, s'inclouen Les Parrains de Frédéric Forestier (amb Gérard Lanvin i Jacques Villeret), The Prodigies, adaptació de La Nuit des enfants rois realitzada per Antoine Charreyron i Le Rémanent.
El 2005, Alexandre de La Patellière co-escriu (conjuntament amb Julien Rappeneau) i produït per Onyx Films el primer llargmetratge de Matthieu Delaporte, La Jungle, una comèdia urbana.
Després va coescriure, amb Matthieu Delaporte i Julien Rappeneau, l'escena de la comèdia R.T.T. de Frédéric Berthe amb Kad Merad, i signa amb el mateix Matthieu Delaporte i Richard Berry l'adaptació de L'Immortel, que realitza el mateix Richard Berry, amb la participació de Jean Reno i Kad Merad. Alexandre de La Patellière, sempre acompanyat de Matthieu Delaporte, també va treballar en l'adaptació d'El Petit Princep de Saint-Exupéry, així com el de Le Petit Nicolas i el d'Iron Man amb Marvel.
El 2009, també amb Matthieu Delaporte, és productor associat de Sweet Valentine, primera pel·lícula d'Emma Luchini.
Durant l'any 2012 codirigeix amb Delaporte la pel·lícula Le Prénom.

## Teatre
Autor
- 2010. El nom (Le Prénom) de Matthieu Delaporte i Alexandre de la Patellière, dirigida per Bernard Murat, Teatre Eduard VII

## Cinema
- 2012. Le Prénom de Matthieu Delaporte i Alexandre de la Patellière
- 2024. El comte de Montecristo, amb Matthieu Delaporte

## Distincions

### Premis
- 2011. Prix SACD: Premi al Nou Talent del Teatre de la Societat d'autors i compositors dramàtics (França)

### Nominacions
- 2011. Molières: Nominacó al Molière al millor autor francès per Le Prénom
- 2013. Premi César a la millor pel·lícula per Le Prénom
- 2013. Premi César al millor guió adaptat per Le Prénom